# Jan Nolten

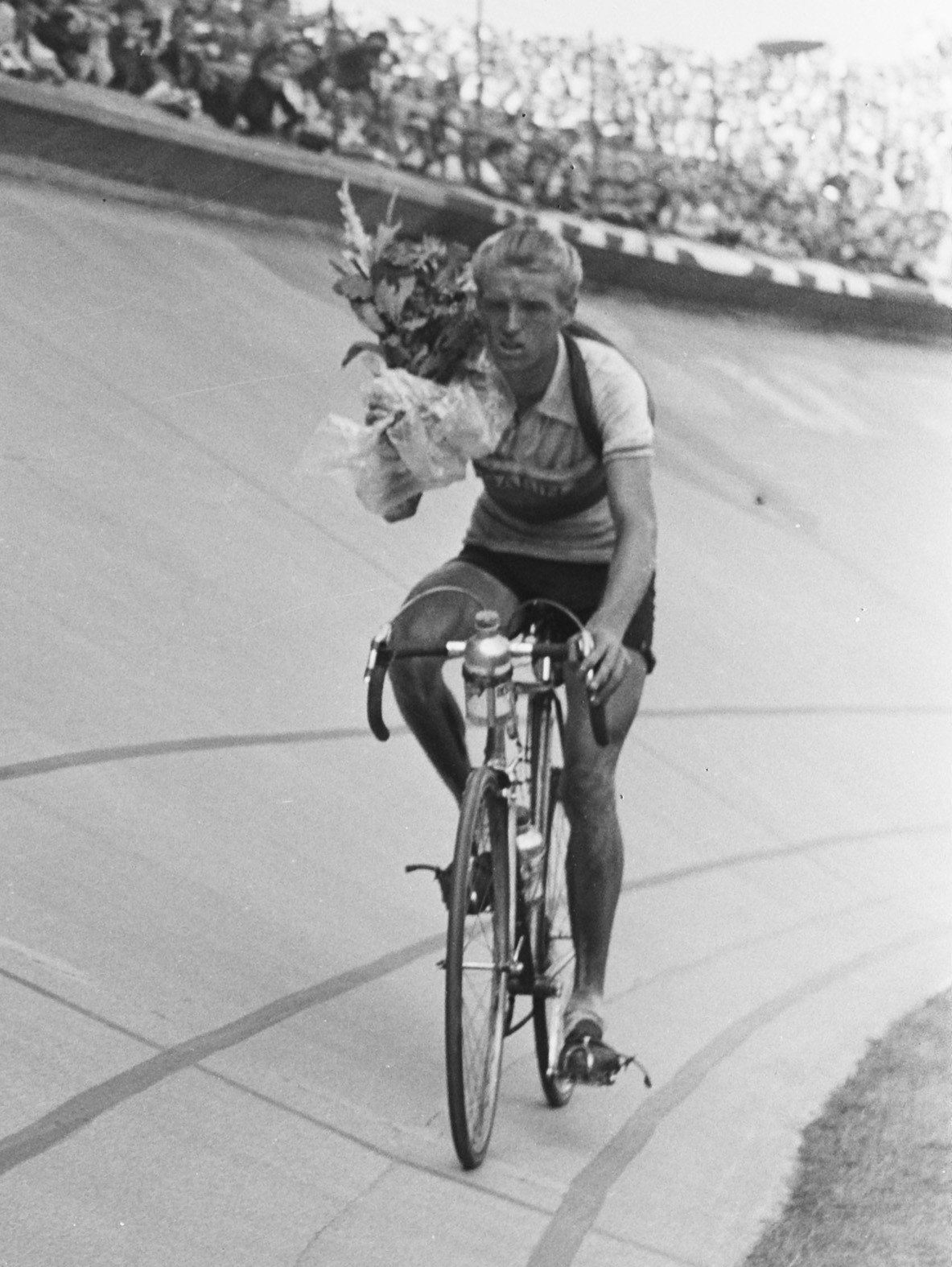
Jan Nolten (1952)

Jan Nolten (* 20. Januar 1930 in Sittard-Geelen; † 13. Juli 2014 ebenda) war ein niederländischer Radrennfahrer und nationaler Meister im Radsport.

## Sportliche Laufbahn
Nach einigen Erfolgen als Amateur trat er 1951 zu den Unabhängigen über, ein Jahr später wurde er dann Berufsfahrer mit einem Vertrag im Team Locomotief-Wego, das von Kees Pellenaars geleitet wurde. Er war ein starker Etappenfahrer. Fünfmal fuhr er die Tour de France, 1954 wurde er 14. und kam ansonsten immer unter die besten 30 Fahrer. 1952 und 1953 konnte er jeweils eine Etappe gewinnen. Am Giro d’Italia  nahm er dreimal teil, sein bestes Ergebnis war der 34. Platz 1957, 1956 gewann er eine Etappe. 1955 schied er bei seinem einzigen Start in der Vuelta a España aus. Sein bedeutendster Erfolg in einem Eintagesrennen war der Sieg in der niederländischen Meisterschaft der Amateure 1951.

## Grand-Tour-Platzierungen
| Grand Tour            | 1952 | 1953 | 1954 | 1955 | 1956 | 1957 |
| --------------------- | ---- | ---- | ---- | ---- | ---- | ---- |
| Vuelta a EspañaVuelta | –    | –    | –    | DNF  | –    | –    |
| Giro d’ItaliaGiro     | –    | –    | DNF  | –    | DNF  | 34   |
| Tour de FranceTour    | 15   | 19   | 14   | 21   | 28   | –    |

## Berufliches
Unmittelbar nach dem Ende seiner Laufbahn gründete Nolten in seiner Heimatstadt eine Transportfirma.